# Reflexo de Bainbridge
Reflexo de Bainbridge ou reflexo atrial é a aceleração do ritmo cardíaco devido ao aumento da pressão sanguínea Nó sinusal ou nas veias cavas. Foi descrito por Francis Arthur Bainbridge em 1915. Desencadeia-se daí ema aferência vagal ao bulbo raquideano, estimula-se os núcleos de controle da frequência cardíaca e o resultado é um aumento dela.
Há, também, o estiramento mecânico do nodo sinoatrial pela pressão, que por si só, desencadeia aumento da ritmicidade. Este processo representa em torno de 15% de uma possível taquicardia, enquanto o reflexo vagal, 75%.